# The black gondola

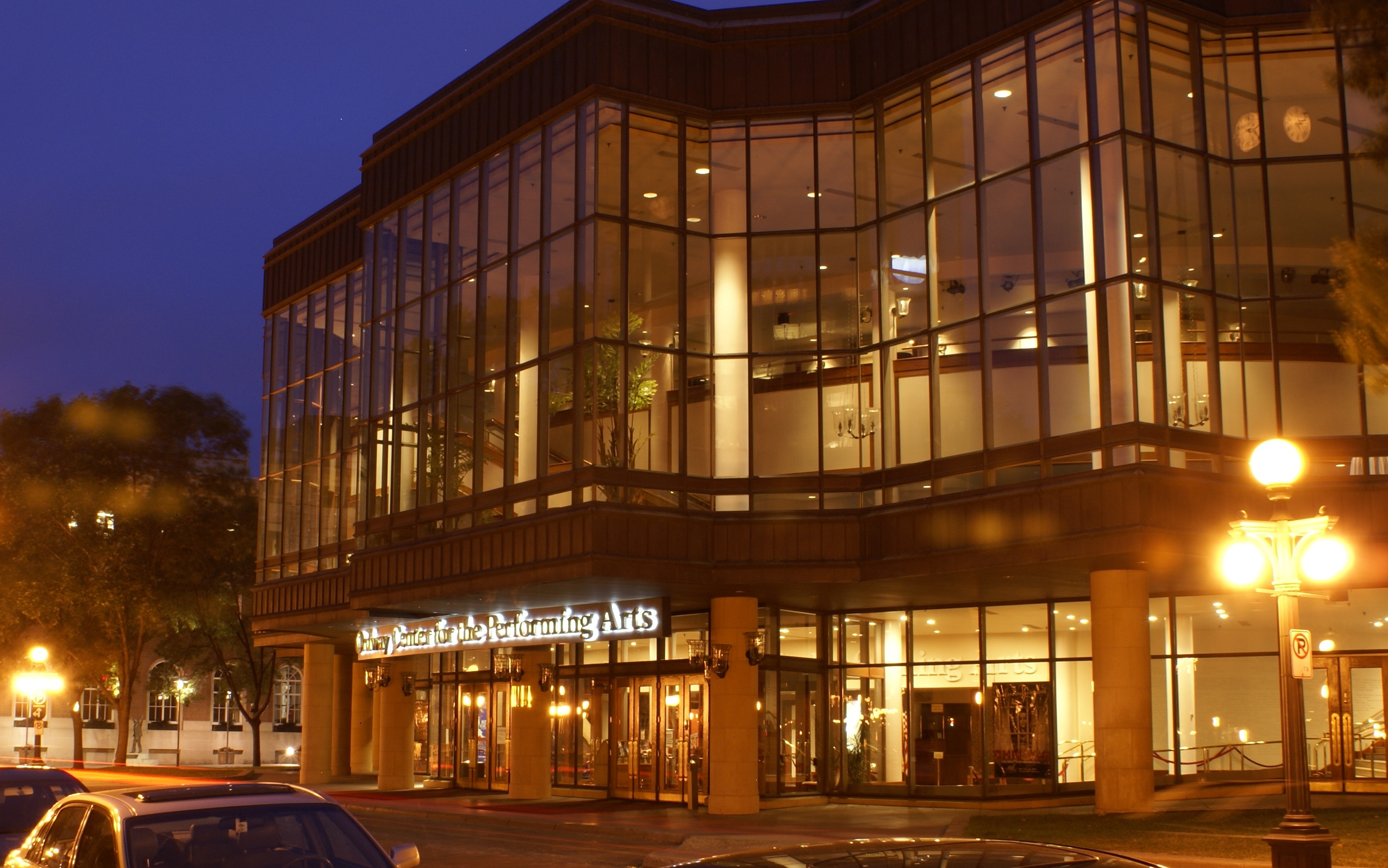
Ordway Center of Performing Arts (2007)

The black gondola is een gedeeltelijke compositie van John Adams.
Adams componeerde een orkestversie van het werk La lugubre gondola van Franz Liszt. Die liet zichzelf weer inspireren door een driegende begrafenis van Richard Wagner in Venetië die dus verplicht met zwart kleed over de kist via gondola over de kanalen moest gebeuren. Het verhaal gaat, aldus Adams, dat Liszt een visioen had van de begrafenis van zijn schoonzoon (Wagner was getrouwd met de dochter van Liszt), toen Wagner een familiebezoek aflegde in Venetië. Amper twee maanden nadat Liszt het klaar had, overleed Wagner. Er is niet alleen een familieverband in het werk, Liszt schreef het in de trant van de muziek uit Wagners opera Tristan & Isolde. Liszt hanteerde de wiegende 6/8-maatindeling aan voor het schommelen van de gondel. Binnen het oeuvre van Liszt wordt het gezien als “belangrijk werk”. 
Adams vond tussen zijn gangbare werk binnen de minimalistische muziek en postminimalistische muziek tijd voor een werkje waarvan hijzelf schreef dat zijn versie meer op Wagnermuziek lijkt dan op Listzmuziek. Adams zelf stopt ook in zijn (post)minimal Music overigens ook wel Wagnermuziek, sterke accenten binnen voortkabbelende muziek.
Orkestratie
Adams schreef het kamerorkest:
- 2 dwarsfluit, 2 hobo (II ook althobo), 2 klarinetten (II ook basklarinet), 2 fagotten
- 3 hoorn, 2 trompetten
- pauken, harp
- violen, altviolen, celli, contrabassen.

Adams nam The black gondola in 1995 zelf op met het London Sinfonietta. Het werk duurt circa 10 minuten. Adams leidde op de première op 27 oktober 1989 het Saint Paul Chamber Orchestra in het Ordway Center of Performing Arts. De Nederlandse première was vermoedelijk weggelegd voor de combinatie Reinbert de Leeuw en Noordhollands Philharmonisch Orkest in februari 1999, snel gevolgd door Jurjen Hempel met het Rotterdams Philharmonisch Orkest in 2000. Pas in 2008 bereikte The black gondola het Koninklijk Concertgebouw Orkest dat het toen vier avonden achtereen speelde onder leiding van Trevor Pinnock. Volgens muziekuitgeverij Boosey & Hawkes is het sinds Adams het had afgeleverd meer dan honderd keer gespeeld (gegevens januari 2025).   